# دمیترو خووبوشا
دمیترو خووبوشا (اوکراینی: Дмитро Вікторович Ховбоша؛ زادهٔ ۵ فوریهٔ ۱۹۸۹) بازیکن فوتبال اهل اوکراین است.

## باشگاهی
از باشگاه‌هایی که در آن بازی کرده‌است می‌توان به باشگاه فوتبال زوریا لوهانسک اشاره کرد.

## تیم ملی
وی همچنین در تیم ملی فوتبال Ukraine-17 بازی کرده‌است.